# آمه‌نوهیبوکو

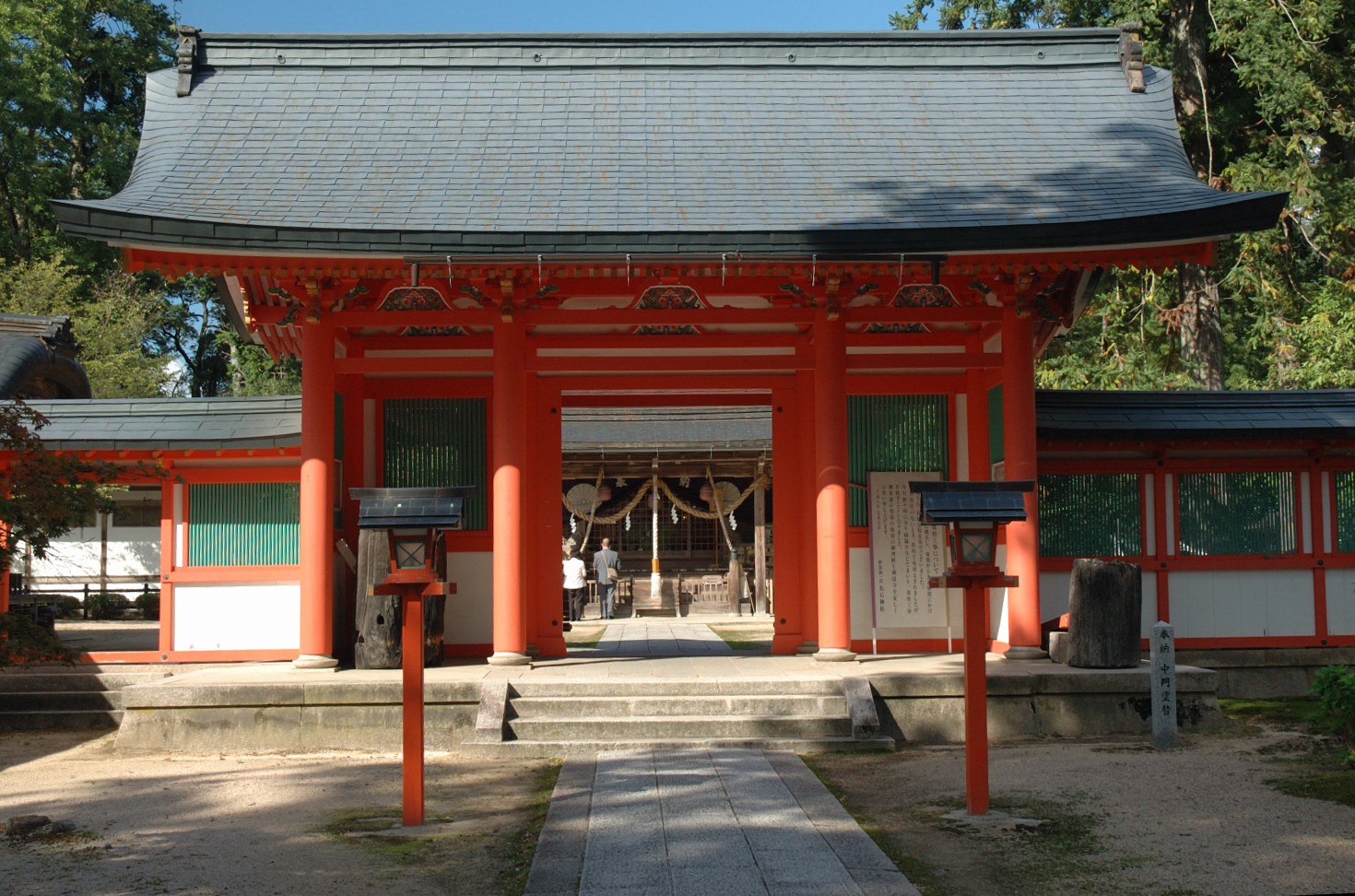
معبد ایزوشی

آمه‌نوهیبوکو (به انگلیسی: Amenohiboko) یک شاهزاده افسانه ای از دودمان شیلا که در طی سلطنت امپراتور سوینین در قرن سوم یا چهارم در ژاپن اقامت گزید.